# Charles Delescluze
Charles Delescluze (Dreux, Eure i Loir, 2 d'octubre de 1809 - París, Illa de França, 25 de maig de 1871) fou un periodista i membre molt actiu de la Comuna de París.
Des de la seva joventut destacà com a periodista radical. Després de la Revolució de febrer fundà a París el diari La Revolution démocratique et la Liberté republicaine, però a causa dels seus articles revolucionaris fou condemnat a divuit mesos de presó i a una munta de 10.000 francs; el 1849 fou condemnat a la deportació, però va poder fugir, i es refugià a Anglaterra. Tornat a París el 1853, als dos mesos del seu retorn fou condemnat de nou a quatre anys de presó per pertànyer a societats secretes, i després d'haver passat uns anys en diferents presons, fou transportat a Caiena, on va romandre fins al 1859.
En el seu escrit De París à Cayenne, jornal d'un déporté (1867), va descriure els patiments soferts. En la seva tornada a París es va mantenir alguns anys tranquil, fins que el 1868 fundà el diari Réveil, on defensà les idees de la Primera Internacional, cosa que li comportà noves condemnes. Després de la caiguda de l'Imperi (1870) va creure que era l'ocasió oportuna per a realitzar les seves idees comunistes, i contribuí a les revoltes del poble de París contra el govern de la Defensa Nacional, els dies 13 d'octubre de 1870 i 22 de gener de 1871.
Després de la revolta del 18 de març, fou elegit membre de la Comuna de París (26 de març) en la direcció de la qual desplegà una energia salvatge. En preveure la caiguda d'aquella, proposà, el 20 de maig incendiar amb petroli els edificis públics i afusellar els ostatges, abans que entressin les tropes. En penetrar l'Exèrcit de Versalles, cercà i trobà la mort a l'última barricada dels revoltats.